# Lucian Scherman

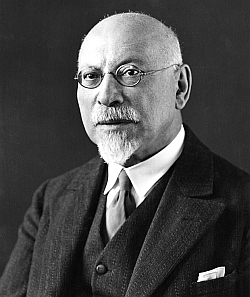
Lucian Scherman

Lucian Scherman (* 10. Oktober 1864 in Posen; † 29. Mai 1946 in Hanson (Massachusetts)) war ein deutscher Indologe und Leiter des Völkerkundemuseums in München.

## Studium und wissenschaftliche Tätigkeit
Scherman war der Sohn eines Kaufmanns und Hausbesitzers aus Posen. Nach dem Besuch des Gymnasiums in Breslau und Posen begann er 1882 ein Studium des Sanskrit an der Universität Breslau bei Adolf Friedrich Stenzler. 1883 siedelte er nach München über, wo er seine Studien an der Universität München fortsetzte. Scherman wurde im Sommersemester 1885 mit der Arbeit „Eine eingehende Erörterung der philosophischen Hymnen aus der Rig- und Atharva-Veda-Sanhitâ sowohl an sich als auch im Verhältnis zur Philosophie der älteren Upanishad's“ promoviert. Diese Arbeit stellte gleichzeitig die Beantwortung einer Preisfrage dar, die sein Lehrer, Ernst Kuhn (1846–1920) in der Fakultät gestellt hatte. Für seine Arbeit erhielt Scherman den ausgeschriebenen Preis.
Im Jahr 1892 habilitierte er sich mit einer Arbeit zu „Materialien zur Geschichte der indischen Visionsliteratur“. Ab 1893 lehrte er als Privatdozent und ab dem Wintersemester 1901/02 als außerordentlicher Professor die Grundlagen des Sanskrit, die Völkerkunde Indiens und Hinter-Indiens, den Buddhismus und über allgemeine Bücherkunde. 1907 übernahm Scherman als Konservator die Leitung der „Königlich Ethnographischen Sammlung im Galeriegebäude“, des späteren Museums für Völkerkunde, für dessen Umzug in das heutige Haus in der Maximilianstraße er verantwortlich war.
Von Oktober 1910 bis Dezember 1911 unternahmen Lucian Scherman und seine Frau Christine eine ausgedehnte Forschungsreise durch Ceylon (heute Sri Lanka), Birma (heute Myanmar) und Indien (heute Indien und Pakistan). Schermans Ansehen im In- und Ausland war so bedeutend, dass 1916 ein eigener Lehrstuhl „für die Völkerkunde Asiens mit besonderer Rücksicht des indischen Kulturkreises“ für ihn geschaffen wurde. Scherman war ab 1912 außerordentliches und ab 1929 ordentliches Mitglied der Bayerischen Akademie der Wissenschaften.

## Familie
1889 heiratete Lucian Scherman die Münchner Fotografin Christine Reindl (1865–1940), mit der er einen Sohn und drei Töchter hatte. Seine Frau war für Scherman bis zu ihrem Tod im Jahr 1940 nicht nur Ehefrau, sondern auch Mitarbeiterin und Kollegin.

## Verfolgung und Emigration
Am 1. Oktober 1933 wurde Lucian Scherman von den Nationalsozialisten zwangspensioniert und nicht emeritiert, weil er Jude war. Sein Nachfolger wurde 1933 Heinrich Ubbelohde-Doering. In den folgenden Jahren mussten er und seine Frau unter dem nationalsozialistischen Regime leiden und emigrierten schließlich im April 1939 in die Vereinigten Staaten nach Hanson (Massachusetts) rund 30 Kilometer südlich von Boston. Dort war ihr Sohn bereits als Arzt an einem Krankenhaus tätig. Christine Scherman war bei ihrer Emigration bereits schwer krank und verstarb 1940 in den USA. Der Verlust traf ihren Ehemann schwer. Trotzdem war er bis zu seinem Tod sechs Jahre später noch immer wissenschaftlich tätig. Er konnte sogar im Journal der American Oriental Society, die ihn 1939 zu ihrem Mitglied ernannt hatte, mitten im Krieg auf Deutsch einen Aufsatz publizieren.
Scherman, dem unter anderem 1940 von den Nationalsozialisten der Doktortitel aberkannt worden war, erhielt durch die Bemühungen seiner in Deutschland zurückgebliebenen Tochter Frieda Hörburger noch vor seinem Tod eine gewisse Rehabilitierung. Am 1. April 1946 erhielt er alle Rechte als pensionierter Professor zurück, wenige Wochen bevor er am 29. Mai 1946 hochgeehrt in Hanson verstarb.

## Veröffentlichungen (Auswahl)
- Friedrich Wilhelm (Hrsg.): Lucian Scherman: Kleine Schriften. Stuttgart 2001.